# Simon Pegg
Simon John Pegg (născut Beckingham; n. 14 februarie 1970) este un actor, comediant, scenarist, producător și regizor englez. Este binecunoscut pentru rolurile din filmele Shaun of the Dead, Hot Fuzz sau filmul Star Trek din 2009. A colaborat cu precădere cu Nick Frost, Jessica Hynes, Dylan Moran sau Edgar Wright.

## Biografie

### Primii ani

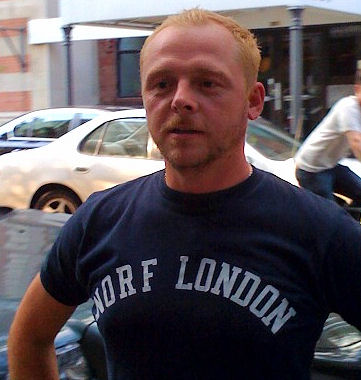
Simon Pegg în New York City, iulie 2008

S-a născut în Brockworth, Gloucestershire, ca fiul a lui Gillian Rosemary (născută Smith) și John Henry Beckingham, un muzician de jazz și vânzător de instrumente cu clape. Părinții săi au divorțat când avea șapte ani și și-a luat numele de Pegg, după ce mama sa s-a recăsătorit. A urmat cursurile multor școli, incluzând Castle Hill, Brockworth Comprehensive, Școala King din Gloucester și, mai târziu, Colegiu Stratford-upon-Avon, unde și-a aprofundat cursurile de limba și literatura engleză, precum și cele de actorie. A studiat actoria la Universitatea din Bristol, iar teza sa de absolvire a fost „O vedere marxistă asupra discursului de cinema din anii '70”. La Bristol a apărut într-o producție alături de Sarah Kane și David Greig. 

## Carieră
În anul 1993 s-a mutat la Londra și a intrat în circuitul de stand-up comedy. În 1995 a făcut un one man show care a fost aplaudat pe scena Festivalului de profil de la Edinburgh și care i-a adus invitația la alte două manifestări de profil, de la Melbourne și Noua Zeelandă. A intrat în atenția mai multor producători de televiziune, apărând ulterior în Asylum, Six Pairs of Pants, Faith in the Future, Big Train și Hippies. În anul 1999 a creat și a semnat scenariul sitcomului Spaced cu Jessica Stevenson transmis de Channel 4. 

## Filmografie

### Film
| An   | Titlu                                                    | Rol                                  | Note                              |
| ---- | -------------------------------------------------------- | ------------------------------------ | --------------------------------- |
| 1998 | Live from the Lighthouse                                 | Robert Jobson                        | Film de televiziune               |
| 1999 | Tube Tales                                               | Clerk                                | Segmentul: "Steal Away"           |
| 1999 | Guest House Paradiso                                     | Mr. Nice                             |                                   |
| 2001 | The Parole Officer                                       | Deflated Husband                     |                                   |
| 2002 | 24 Hour Party People                                     | Paul Morley                          |                                   |
| 2003 | Final Demand                                             | Colin Taylor                         | Film de televiziune               |
| 2004 | Sex & Lies                                               | Radio DJ                             | Film de televiziune               |
| 2004 | Shaun of the Dead                                        | Shaun Riley                          | Co-scenarist                      |
| 2005 | Spider-Plant Man                                         | Frank Matters                        | Film de televiziune               |
| 2005 | The League of Gentlemen's Apocalypse                     | Peter Cow                            |                                   |
| 2005 | Land of the Dead                                         | Photo Booth Zombie                   | Cameo                             |
| 2006 | Mission: Impossible III                                  | Benji Dunn                           |                                   |
| 2006 | Big Nothing                                              | Gus                                  |                                   |
| 2006 | Free Jimmy                                               | Odd (voce)                           |                                   |
| 2007 | Grindhouse                                               | Cannibal                             | Segmentul: "Don't"                |
| 2007 | The Good Night                                           | Paul                                 |                                   |
| 2007 | Hot Fuzz                                                 | PC/Sergeant/Inspector Nicholas Angel | Co-scenarist                      |
| 2007 | Run Fatboy Run                                           | Dennis Doyle                         | Co-scenarist                      |
| 2007 | Diary of the Dead                                        | Newsreader (voce)                    | Cameo                             |
| 2008 | How to Lose Friends and Alienate People                  | Sidney Young                         |                                   |
| 2009 | Star Trek                                                | Montgomery "Scotty" Scott            |                                   |
| 2009 | Ice Age: Dawn of the Dinosaurs                           | Buck (voce)                          |                                   |
| 2010 | Burke and Hare                                           | William Burke                        |                                   |
| 2010 | The Chronicles of Narnia: The Voyage of the Dawn Treader | Reepicheep (voce)                    |                                   |
| 2011 | Paul                                                     | Graeme Willy                         | Co-writer                         |
| 2011 | Scrat's Continental Crack-up                             | Buck (voce)                          | Film de scurtmetraj               |
| 2011 | The Adventures of Tintin: The Secret of the Unicorn      | Thompson (voce)                      | Motion capture                    |
| 2011 | Mission: Impossible – Ghost Protocol                     | Benji Dunn                           |                                   |
| 2011 | The Death and Return of Superman                         | John Landis                          | Film de scurtmetraj               |
| 2012 | Room on the Broom                                        | Narator                              | Film de televiziune               |
| 2012 | A Fantastic Fear of Everything                           | Jack                                 | Producător executiv               |
| 2013 | Star Trek Into Darkness                                  | Montgomery "Scotty" Scott            |                                   |
| 2013 | The World's End                                          | Gary King                            | Co-scenarist, producător executiv |
| 2014 | Cuban Fury                                               | Mondeo Driver                        | Cameo necreditat                  |
| 2014 | Hector and the Search for Happiness                      | Hector                               |                                   |
| 2014 | Kill Me Three Times                                      | Charlie Wolfe                        |                                   |
| 2014 | The Boxtrolls                                            | Hebert Trubshaw (voce)               |                                   |
| 2015 | Man Up                                                   | Jack                                 |                                   |
| 2015 | Mission: Impossible – Rogue Nation                       | Benji Dunn                           |                                   |
| 2015 | Absolutely Anything                                      | Neil Clarke                          |                                   |
| 2015 | Star Wars: The Force Awakens                             | Unkar Plutt                          |                                   |
| 2016 | Ice Age: Collision Course                                | Buck                                 | Voce                              |
| 2016 | Star Trek Beyond                                         | Montgomery "Scotty" Scott            | Co-scenarist                      |
| 2017 | Terminal                                                 | Bill                                 |                                   |
| 2017 | Star Wars: The Last Jedi                                 | Unkar Plutt                          |                                   |
| 2018 | Ready Player One                                         | Ogden "Og" Morrow                    |                                   |
| 2018 | Mission: Impossible 6                                    | Benji Dunn                           |                                   |

### Televiziune
| An        | Titlu                             | Rol                          | Note                                                        |
| --------- | --------------------------------- | ---------------------------- | ----------------------------------------------------------- |
| 1995      | Six Pairs of Pants                | Various Characters           | Scenarist 3 episoade                                        |
| 1995–1998 | Faith in the Future               | Jools                        | 15 episoade                                                 |
| 1996      | Asylum                            | Simon                        | Scenarist 6 episoade                                        |
| 1997      | I'm Alan Partridge                | Steve Bennett                | Episodul: "Watership Alan"                                  |
| 1997      | We Know Where You Live            | Various Characters           | 12 episoade                                                 |
| 1998      | Is It Bill Bailey?                | Various Characters           | 6 episoade                                                  |
| 1998–2002 | Big Train                         | Various Characters           | Scenarist 12 episoade                                       |
| 1999      | Tube Tales                        | Clerk                        | Segmentul: "Steal Away"                                     |
| 1999      | Hippies                           | Ray Purbbs                   | 6 episoade                                                  |
| 1999–2001 | Spaced                            | Tim Bisley                   | Co-scenarist 14 episoade                                    |
| 2000      | Randall & Hopkirk                 | Justin Pope                  | Episodul: "Paranoia"                                        |
| 2001      | Brass Eye                         | Gerard Chote                 | Episodul: "Paedophilia Special"                             |
| 2001      | Band of Brothers                  | First Sergeant William Evans | 2 episoade                                                  |
| 2001      | Dr. Terrible's House of Horrible  | Angus                        | Episodul: "Curse of the Blood of the Lizard of Doom"        |
| 2002      | Look Around You                   | Sleeping Queen's Guard       | Episodul: "Math"                                            |
| 2002      | Linda Green                       | Jay                          | Episodul: "Dark Side of the Moon"                           |
| 2004      | Black Books                       | Evan                         | Episodul: "Manny Come Home"                                 |
| 2004      | I Am Not an Animal                | Kieron (voce)                | 6 episoade                                                  |
| 2005      | Look Around You                   | Handsome Man                 | Episodul: "Health"                                          |
| 2005      | Doctor Who                        | The Editor                   | Episodul: "The Long Game"                                   |
| 2005      | Doctor Who Confidential           | Narator                      | Documentary series                                          |
| 2009      | Robot Chicken                     | Various voices               | 2 episoade                                                  |
| 2012      | Star Wars: The Clone Wars         | Dengar (voce)                | Episodul: "Bounty"                                          |
| 2012–2014 | Phineas and Ferb                  | Diverse voci                 | 4 episoade                                                  |
| 2013      | Randy Cunningham: 9th Grade Ninja | Pitch Kickham (voce)         | Episodul: "The McHugger Games/McFreaks"                     |
| 2013      | Mob City                          | Hecky Nash                   | 2 episoade                                                  |
| 2016      | The Grand Tour                    | Rolul său                    | Episodul: "Opera, Arts and Donuts" Drowned in the River Esk |

### Jocuri video
| An   | Titlu       | Rol                              |
| ---- | ----------- | -------------------------------- |
| 2010 | Fable III   | Ben Finn (voce)                  |
| 2011 | Spare Parts | Con-Rad (voce)                   |
| 2013 | Star Trek   | Montgomery "Scotty" Scott (voce) |

## Premii și nominalizări
| An   | Lucrare nominalizată           | Premiu | Rezultat     |
| ---- | ------------------------------ | --- | ------------ |
| 1999 | Big Train                      | British Comedy Award for Best Male Comedy Award                                                                          | Nominalizare |
| 2000 | Spaced                         | BAFTA TV Situation Comedy Award (împărțit cu Edgar Wright, Nira Park and Jessica Hynes)                                  | Nominalizare |
| 2000 | Spaced                         | British Comedy Award for Best Male Comedy Newcomer                                                                       | Nominalizare |
| 2004 | Shaun of the Dead              | Bram Stoker Award for Best Screenplay (împărțit cu Edgar Wright)                                                         | Câștigat     |
| 2004 | Shaun of the Dead              | British Independent Film Award for Best Screenplay (împărțit cu Edgar Wright)                                            | Câștigat     |
| 2004 | Shaun of the Dead              | Peter Sellers Award for Comedy                                                                                           | Câștigat     |
| 2004 | Shaun of the Dead              | Empire Award for Best British Actor                                                                                      | Nominalizare |
| 2004 | Shaun of the Dead              | London Film Critics' Circle Award for British Screewriter of the Year (împărțit cu Edgar Wright)                         | Nominalizare |
| 2004 | Shaun of the Dead              | Online Film Critics Society Award for Best Original Screenplay (împărțit cu Edgar Wright)                                | Nominalizare |
| 2007 | Hot Fuzz                       | Empire Award for Best Actor                                                                                              | Nominalizare |
| 2009 | Star Trek                      | Boston Society of Film Critics Award for Best Cast                                                                       | Câștigat     |
| 2009 | Star Trek                      | Broadcast Film Critics Association Award for Best Cast                                                                   | Nominalizare |
| 2009 | Star Trek                      | Critics' Choice Award for Best Acting Ensemble                                                                           | Nominalizare |
| 2009 | Star Trek                      | Scream Award for Best Ensemble                                                                                           | Nominalizare |
| 2009 | Ice Age: Dawn of the Dinosaurs | Visual Effects Society Award for Outstanding Animation in an Animated Feature Motion Picture (împărțit cu Peter de Sève) | Nominalizare |
| 2014 | The World's End                | Broadcast Film Critics Association Award for Best Actor in a Comedy                                                      | Nominalizare |
| 2014 | The World's End                | Saturn Award for Best Writing                                                                                            | Nominalizare |
| 2014 | The World's End                | Saturn Award for Best Actor                                                                                              | Nominalizare |